# Bình Giang, Ninh Bình
	Bình Giang		là một xã thuộc tỉnh Ninh Bình, Việt Nam.

## Địa lý
Trụ sở xã nằm cách phường Hoa Lư - trung tâm tỉnh lỵ Ninh Bình 32 km về phía Bắc, có vị trí địa lý:
- Phía nam giáp phường Đông A và phường Mỹ Lộc.
- Phía bắc giáp xã Nhân Hà và xã Trần Thương.
- Phía đông giáp xã Nam Lý.
- Phía tây bắc giáp xã Bình An.

Xã Bình Giang	có diện tích:	24,15	km², 	dân số:	24.343	người, mật độ dân số: 	1008	người/km². 	Đây là đơn vị có diện tích xếp thứ:	78	, số dân xếp thứ: 	102	và mật độ dân số xếp thứ: 	92	trong số 129 xã, phường ở Ninh Bình. 
Xã này nằm trên Quốc lộ 21B. 

## Lịch sử
Theo Nghị quyết số 1674/NQ-UBTVQH15 ngày 16/6/2025 về sắp xếp các đơn vị hành chính cấp xã của tỉnh Ninh Bình năm 2025, 	sắp xếp các xã Bồ Đề, Vũ Bản và An Ninh thành xã mới có tên gọi là xã Bình Giang.	